# Distretto di Naranbulag
Il distretto di Naranbulag è uno dei diciannove distretti (sum) in cui è suddivisa la provincia dell'Uvs, in Mongolia. Conta una popolazione di 4.021 abitanti (censimento 2014). 